# John Richardson (nhà tự nhiên học)
John Richardson (5 tháng 11 năm 1787 – 5 tháng 6 năm 1865) là một bác sĩ phẫu thuật hải quân người Scotland, nhà tự nhiên học và nhà thám hiểm Bắc Cực. 

## Cuộc đời và sự nghiệp

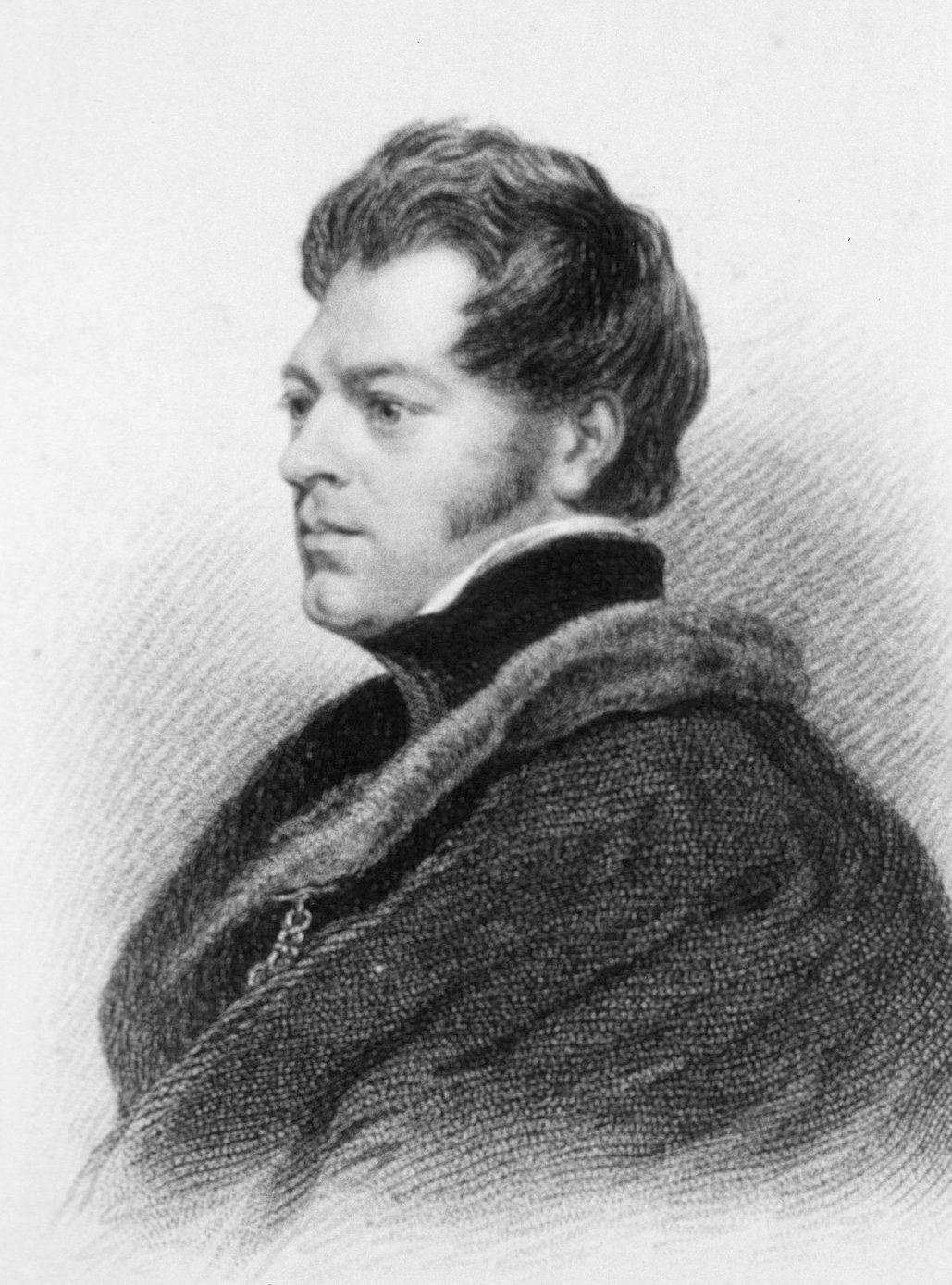
Chân dung John Richardson (vẽ năm 1828)

John Richardson được sinh ra tại thị trấn Dumfries (Scotland), là con trưởng trong số 12 người con của Gabriel Richardson, thị trưởng và thẩm phán vùng Dumfries, đồng thời là một người nấu bia rất phát đạt trong vùng, và phu nhân Anne Mundell. Richardson trải qua 3 lần kết hôn, và có 7 người con (với người vợ thứ hai).
Năm 13 tuổi, Richardson theo học việc với cậu của mình là James Mundell, một bác sĩ phẫu thuật ở Dumfries, và sau đó là với bác sĩ Samuel M. Shortridge. Ông theo học ngành y của Đại học Edinburgh từ năm 1801 đến năm 1804, nghiên cứu thêm về thực vật học, địa chất học và tiếng Hy Lạp bên cạnh các môn y học thông thường. Từ năm 1804 đến năm 1806, ông là bác sĩ phẫu thuật tại Bệnh viện Hoàng gia Dumfries và Galloway.
Sau khi lấy bằng tại Đại học Phẫu thuật Hoàng gia Anh vào năm 1807, Richardson gia nhập Hải quân Hoàng gia Anh đến Luân Đôn và phục vụ suốt 7 năm trong thời kỳ chiến tranh Napoléon. Trong thời kỳ nổ ra cuộc Chiến tranh Hoa Kỳ–Anh Quốc (1812), ông được bổ nhiệm làm bác sĩ phẫu thuật cho Thủy quân lục chiến Hoàng gia ở Bắc Mỹ. Sau khi kết thúc chiến tranh, Richardson quay về Edinburgh để hoàn thành chương trình học tiến sĩ của mình và lấy bằng năm 1816 với luận án về căn bệnh sốt vàng mà ông đã có kinh nghiệm ở châu Phi và Bắc Mỹ. Ngoài các môn y học, ông còn học thêm về thực vật học và khoáng vật học với Robert Jameson. Sau đó, Richardson lập một phòng khám nhưng bất thành vì số lượng y bác sĩ dư thừa cạnh tranh sau chiến tranh.
Năm 1819, Richardson tham gia cuộc thám hiểm Bắc Cực đầu tiên của John Franklin với tư cách là một bác sĩ phẫu thuật kiêm nhà tự nhiên học. Ông đã chép lại 3 phần tường thuật của Franklin về chuyến thám hiểm, phần chính về động vật học và phần phụ về các vật liệu địa chất và cực quang. Năm 1824, Richardson tiếp tục tham gia cuộc thám hiểm Bắc Cực lần thứ hai của Franklin. Sau khi cả đoàn quay trở lại Anh với những bộ sưu tập quan trọng, Richardson đảm nhận phần việc của mình trong chuyến thám hiểm của Franklin.
Richardson trở thành giám đốc y tế tại Bệnh viện Melville, Chatham, vào năm 1828 và làm việc ở đó trong 10 năm. Sau đó ông được bổ nhiệm làm y sĩ cấp cao tại Bệnh viện Hải quân Hoàng gia ở Haslar (gần Portsmouth) cho đến khi qua đời.
Richardson được phong tước Hiệp sĩ vào năm 1846 và nhận Huy chương Hoàng gia vào năm 1856. Ông qua đời tại nhà riêng gần làng Grasmere (thuộc hạt Cumbria), thọ 77 tuổi.